# 武汉农村商业银行
武汉农村商业银行是中國銀行業監督管理委員會批准組織建立的全中国第一家副省级城市农村商业银行，於2009年9月9日正式开业。

## 概况
目前网点主要集中在武汉市，在湖北省内设立了咸宁分行、宜昌分行、黄冈分行和光谷分行，在湖北、江苏、广东、云南、海南、广西等六省筹建和设立了47家村镇银行。

## 历史
武汉的农村信用社始于1954年，当年10月，在东亭乡成立了武汉市第一个农村信用社。随后于1955年遍布武汉郊县全域。
1958年9月，信用社改称人民公社信用部，后又多次变更，于1973年从各人民公社机关分出。至1983年武汉市郊有农村信用社16个。
1996年9月，根据国务院相关决定的精神，武汉市各农村信用合作社正式与农业银行脱离行政隶属关系。
1997年5月，武汉市各农村信用社正式以“中国信合”的标识对外营业。
1998年3月30日，武汉市农村信用合作社联合社（武汉市农信联社）成立。
2009年9月9日，由武汉市农信联社扩股改制的武汉农村商业银行正式挂牌成立。
2011年7月，正式开展信用卡业务，推出信用卡品牌——“汉卡”。
2011年9月，首批发起设立的广州增城长江村镇银行、湖北咸安武农商村镇银行、湖北赤壁武农商村镇银行正式开业。
2012年4月，推出“汉银财富”品牌。 同年8月设立首家武汉市外分行——咸宁分行。
2015年2月11日，设立宜昌分行。同年3月30日，黄冈分行开业。

## 相关争议
2020年1月，武汉弘芯将一台艾司摩尔生产的深紫外光刻机抵押给了武汉农村商业银行。